# Березовий гай (Полтава)
Бере́зовий гай (Бере́зовий сквер) — ботанічна пам'ятка природи місцевого значення в Україні. Розташований у місті Полтаві, на перетині вулиць Юліана Матвійчука та Міщенка (між вулицями Шевченка і Небесної Сотні).
Площа 1 га. Статус з 1970 року. Перебуває у віданні Полтавського міськкомунгоспу.
З деревних насаджень переважають берези та ялиці. Сквер облаштований доріжками (асфальт, бруківка), лавками. 
Березовий гай — улюблене місце відпочинку полтавчан і гостей міста, одне з популярних місць для фотографування весіль.

## Галерея

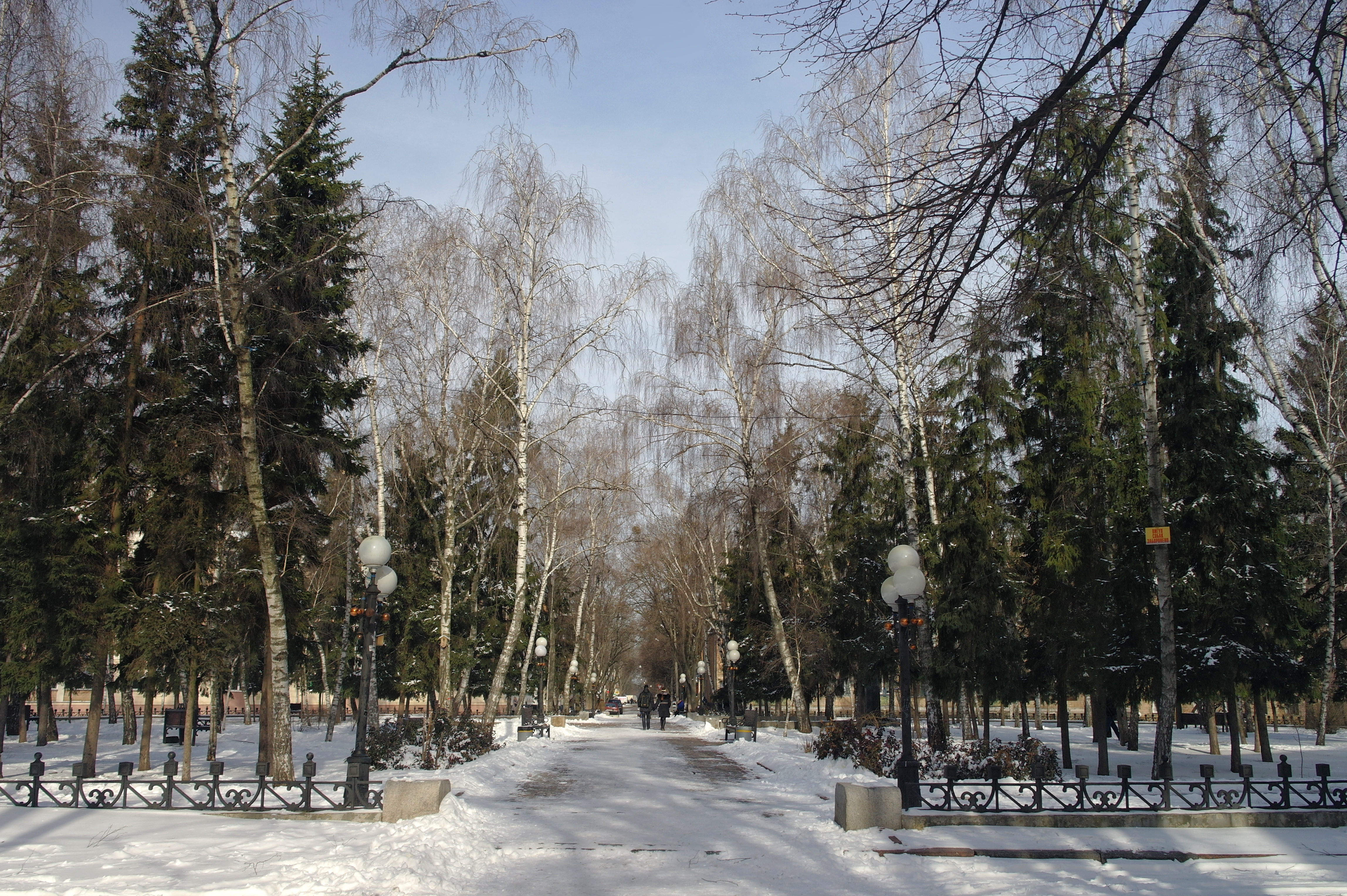
Вхід до скверу (березень 2013)
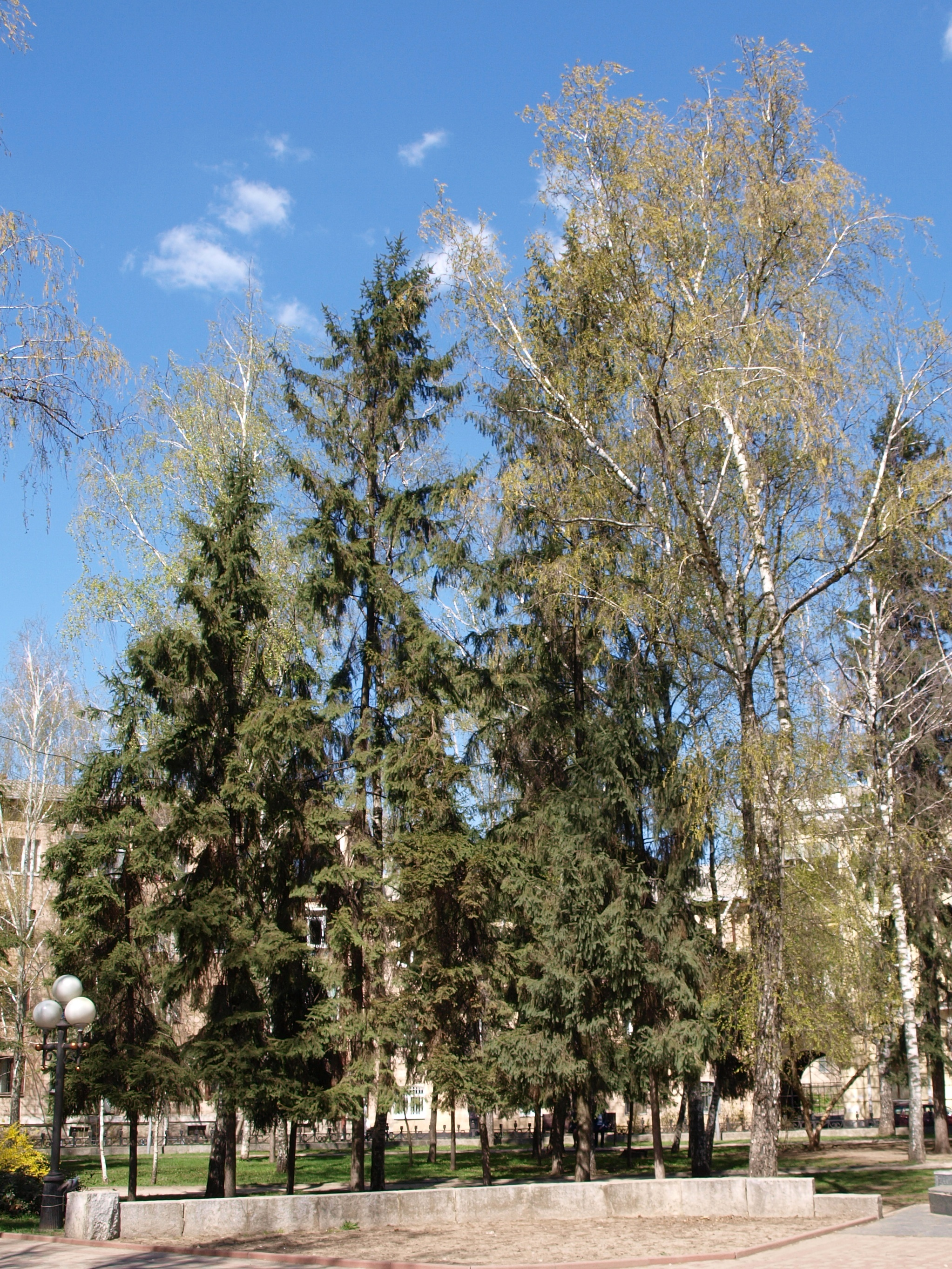
Сквер у квітні 2013
Пам'ятник Олександрові Пушкіну (серпень 2008) — Демонтовано 27 липня, 2023 року
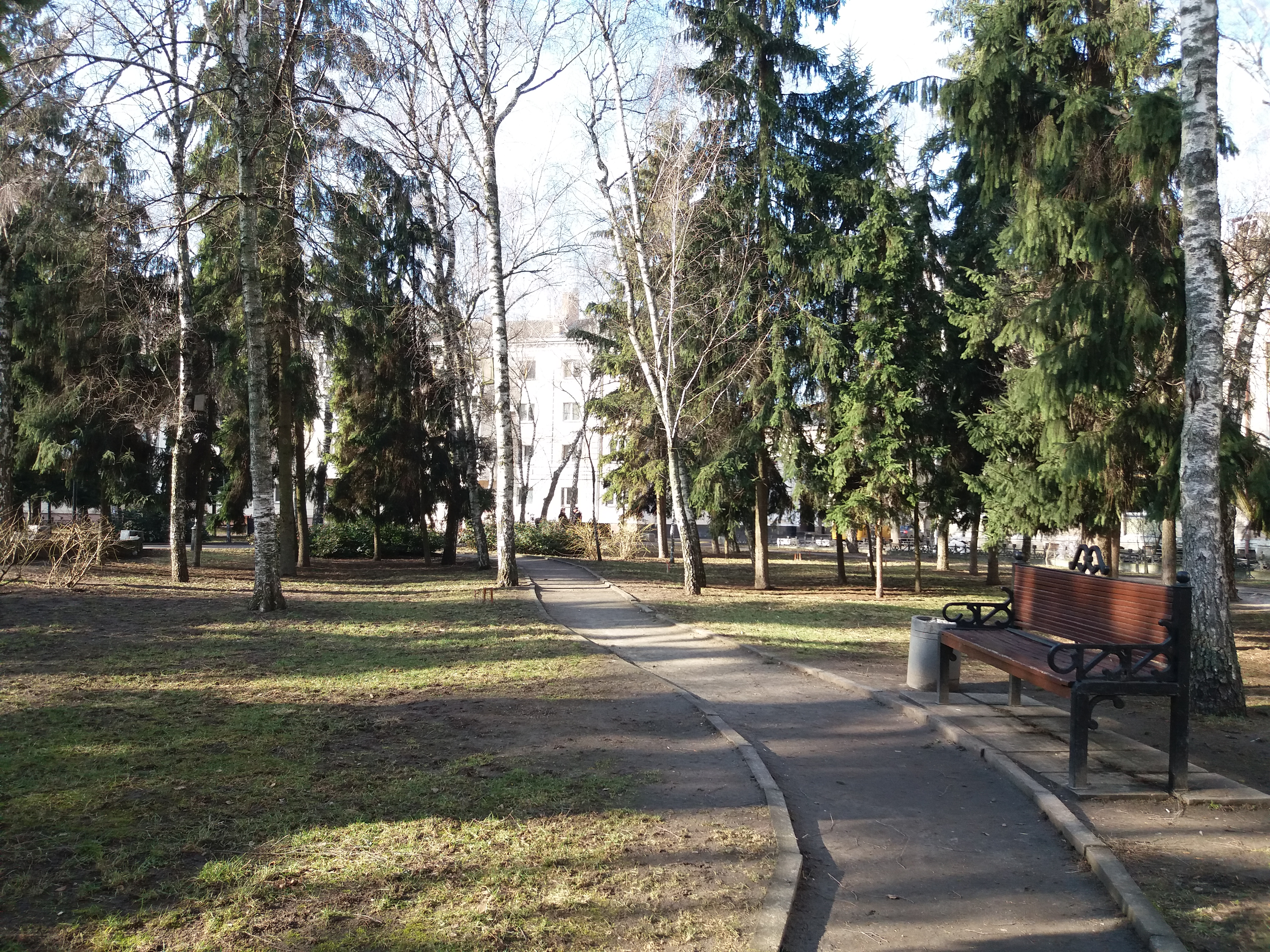
Сквер у лютому 2020

## Джерело
- За ред. А.В. Кудрицького. Полтавщина : Енцикл. довід.. — К. : УЕ, 1992. — С. 1024. — ISBN 5-88500-033-6.